# مونتي كلابييه
مونتي كلابييه (بالإيطالية: Monte Clapier) هو جبل يقع في جبال الألب البحرية، على الحدود بين فرنسا وإيطاليا. يبلغ ارتفاعه 3045 مترًا فوق سطح البحر، ويُعد من القمم العالية ضمن سلسلة ألب ماريتيم.

## الموقع
يقع الجبل جنوب شرق فرنسا، على مقربة من متنزه ميركانتور الوطني، ويُطل على وادي رويا من الجهة الفرنسية، بينما يجاور منطقة بييمونتي من الجهة الإيطالية. يُعد من الجبال القليلة في المنطقة التي يتجاوز ارتفاعها 3000 متر.

## التسلق
يشتهر مونتي كلابييه بين متسلقي الجبال بسبب منظره البانورامي وإطلالاته الممتدة حتى البحر الأبيض المتوسط في الأيام الصافية. يمكن الوصول إلى قمته انطلاقًا من وادي فالماسكا في الجانب الفرنسي، أو من وادي تيندا في الجانب الإيطالي.

## الجغرافيا
يتكوّن الجبل من الصخور المتحولة والغرانيتية، ويتميز بانحدارات حادة على الجانبين. تتواجد الثلوج على قمته معظم شهور السنة، ويُشكل مصدرًا لبعض المجاري المائية المحلية.

## التنوع البيئي والحياة البرية
يقع مونتي كلابييه ضمن نطاق بيئي غني بالتنوع، وخصوصًا في الجهة الفرنسية الواقعة داخل متنزه ميركانتور الوطني، والذي يُعد واحدًا من أهم المحميات الطبيعية في جنوب شرق فرنسا.
تنتشر في المنطقة نباتات جبليّة متنوّعة تشمل الصنوبر الجبلي، ونباتات الألب النادرة، إضافة إلى الأعشاب المزهرة التي تزدهر خلال فصل الصيف.
تُعد المنطقة موطنًا لعدد من الحيوانات البرية، منها:
- الوعول الجبلية
- المارموط الأوروبي
- النسور الذهبية
- البومة الثلجية
- الثعالب الحمراء

كما تُستخدم المنطقة في الأبحاث البيئية لمراقبة تأثيرات التغير المناخي على النظم الجبلية.